# Linia kolejowa Pirna – Gottleuba
Linia kolejowa Pirna – Gottleuba – dawna drugorzędna linia kolejowa w Niemczech, w kraju związkowym Saksonia. Biegła w dolinie rzeki Gottleuba od Pirny przez Berggießhübel do Bad Gottleuba. Została zamknięta w 1976 r.